# システムオペレーター
システムオペレーター (System Operator) とは、コンピュータ・ネットワークの運営・管理を行う者を指す。シスオペ (SYSOP) とも呼ばれる。システムの維持と効率化のため、ホストコンピュータを管理、運営をする技術者､または代表者のこと。ネットワークを管理する人も指す。
一般にシステムの運用状況の監視や小規模なメンテナンスを行い、システム加入者の質問・要求に応えたり、全体にインフォメーションを提供したりする。
特に、電子フォーラムにおいて、その運営に当たる者を指すことがある。シスオペは、ネットワーク機器やソフトの管理よりも、参加者の間に争いが起きないように意見を調整したり、不適切な発言を削除する役割をすることが多い。ネットワークシステムの管理をする者は、システムアドミニストレータ（シスアド）やシステム管理者と呼ばれることが多い。

## 概要
システムオペレーターは、企業が配備しているITなどのシステムが問題無く稼働しているかどうかや企業が持つシステムの運用・保守・管理をしている。また、システムを利用しているユーザーからの質問に答えたり、セキュリティーの管理、システムのアップデート、システムの改善提案、広告掲示システムの管理、必要に応じてハードウェアの増設なども行う。さらには、パソコン通信サービスにおけるフォーラムを運営するため、その企画から質問への受け答えや主催者からの通知、参加者のチェック、ホスト局の管理なども行う。